# Алекстраза
Алекстраза (англ. Alexstrasza) — одна з головних героїнь франшизи Warcraft, створеній компанією Blizzard Entertainment. Вона є червоною драконицею, здатною набувати подоби вищої ельфійки, і править як королева всіх драконів та очільниця зграї червоних драконів. Її сила — охороняти все живе — була дарована їй титанами, давніми первісними істотами, подібними до богів. Хоча Алекстраза фігурувала в лорі Warcraft ще з 1995 року, вона вперше з'явилась у грі як неігровий персонаж у World of Warcraft: Wrath of the Lich King (2008) та наступних доповненнях. Згодом вона стала ігровим персонажем у спінофі Heroes of the Storm.
Алекстраза отримала схвальні відгуки від критиків і фанатів як впливова та могутня героїня, залишаючись однією з посольських постатей World of Warcraft. Водночас її сексуалізований вигляд у людській подобі викликав суперечки, і з часом був змінений. Частина її передісторії, де вона була поневолена орками й примушена розводити драконів як бойових скакунів, також викликала значну критику; через це сюжетну лінію з подорожжю у часі, що стосувалася цих подій, було переписано після негативної реакції фанатів.

## Зовнішність
Алекстраза вперше з'явилася у грі Warcraft II (1995), де була представлена у вигляді споруди, доступної лише в кампанії за орків. Її драконяча форма мала залежну від фракції колірну гаму й була зображена в адамантових кайданах, у яких її використовували для створення нових бойових драконів. У ролі неігрового персонажа вона вперше з'явилася лише у World of Warcraft: Wrath of the Lich King, де її дизайн було кардинально оновлено.
У новому дизайні Алекстраза постає як величезна й могутня червона дракониця з золотими браслетами, чотирма рогами та прикрасами на них. Вона має здатність перетворюватися на вищу ельфійку, щоб краще вписуватися серед гуманоїдних рас, але роги зберігає навіть у цій формі. Хоча вона здатна приймати вигляд будь-якої раси, Алекстраза обрала вищих ельфів, оскільки саме вони шанували її найбільше протягом історії.

## Передісторія
Протягом тисячоліть Алекстраза була членкинею доброзичливих Драконячих аспектів, яких наділили силою древні титани, щоб ті підтримували лад на Азероті. Приблизно двадцять років до подій Wrath of the Lich King, лиховісний Смертекрил, колишній Аспект землі на ім'я Нелтаріон, обдурив клан орків Драконової Пащі, змусивши їх використати артефакт під назвою Душа Дракона для поневолення Алекстрази. Вона була ув'язнена у гірській фортеці Ґрім Батол разом з Тіранастразом і примушена виводити драконів для орків-вершників.
Зрештою, група героїв разом з чотирма незіпсованими Аспектами звільнила Алекстразу, однак Тіранастраз загинув до того, як його встигли врятувати. Після визволення вона погодилась віддати шану своїм рятівникам, допомагаючи їм у боротьбі проти Маліґоса — божевільного Аспекта зграї синіх драконів.

## Розробка
Під час адаптації Алекстрази як бійця для гри Heroes of the Storm, розробники Blizzard були змушені знизити її силу та розміри порівняно з канонічним образом, оскільки її реальні габарити та міць буквально «ламали гру». Для забезпечення балансу її драконячу форму зробили меншою і не такою руйнівною, як в оригінальному World of Warcraft.

## Сприйняття
Алекстраза привертала увагу як одна з найпомітніших жіночих персонажок у грі, ставши винятком на тлі переважно чоловічого складу ключових героїв у всесвіті. У книзі Digital Culture, Play, and Identity її роль та ролі інших значущих жінок у грі були інтерпретовані як переосмислення Єви та Люцифера, де жінки виступають провідниками зла у світ — зокрема, згадується її угода з темними силами заради порятунку своїх дітей. Портал Kotaku схарактеризував її початковий дизайн броні як «бікіні-обладунок», створений для приваблення чоловічої аудиторії. Ця тема стала особливо резонансною після вірусного поширення відео 2010 року, де чоловіча панель розробників Blizzard насміхалася з фанатки, яка запитала про різноманітніші жіночі дизайни персонажів. Як пізніше з'ясувалося, це питання було натхнене саме дизайном Алекстрази, яка щойно з'явилась у грі.
Її поява у Heroes of the Storm отримала загалом схвальні відгуки, хоча деякі гравці скаржилися на невідповідність образу з World of Warcraft. Медіааналітик Kotaku Меді Маєрс відзначила, що перетворення з ельфійки-цілительки на дракона викликає захват, виглядає «круто та динамічно», і що «відпустити драконячу силу та переламати хід бою — неймовірне відчуття». Водночас вона визнала, що сили Алекстрази були ослаблені, а її бойова поведінка конфліктувала з образом співчутливої захисниці життя.
В оновленні Fractures of Time для World of Warcraft одне з тестових завдань на сервері PTR змушувало гравця повернутися у минуле, щоб не допустити втрати артефакту Душа Дракона орками клану Драконячої Пащі. Це призводило до того, що Алекстраза знову опинялася в полоні, під тортурами та примусом, що викликало обурення серед фанатів. Після критики завдання було видалено, а натомість додали нове, де гравці допомагали їй звільнитися з Ґрім Батола, причому діалоги були переписані з більшим співчуттям. Касс Маршалл із Polygon оцінила доповнення Dragonflight, назвавши його першим, де Алекстраза стала «справжнім персонажем», а не «нудною богинею». Вона звернула увагу на те, що героїні додали характерні недоліки, зокрема боягузтво і схильність ставити свої обов'язки та мир в Азероті вище за близькі стосунки.
У цьому ж доповненні було додано великодку, що натякає на репутацію Алекстрази як привабливої героїні, або «thirst trap». Вона запитує у гравця, чи має вона «енергію великої мами» (англ. big mom energy) — формально це можна тлумачити буквально, проте також це натяк на популярний в Інтернеті сексуалізований образ зрілих жінок, що більш відомий як MILF.